# Linn Manufacturing Corporation

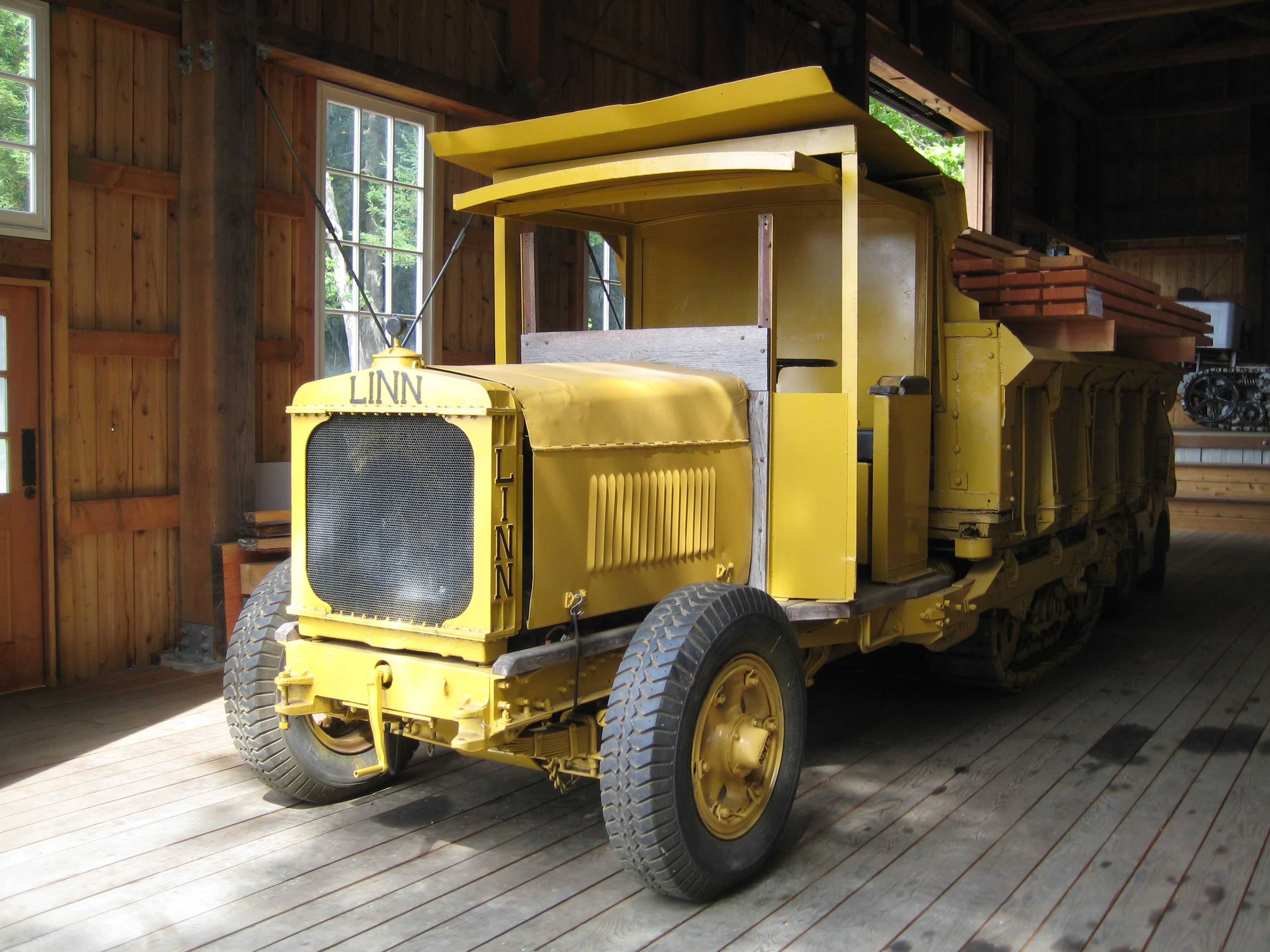
Lkw von Linn

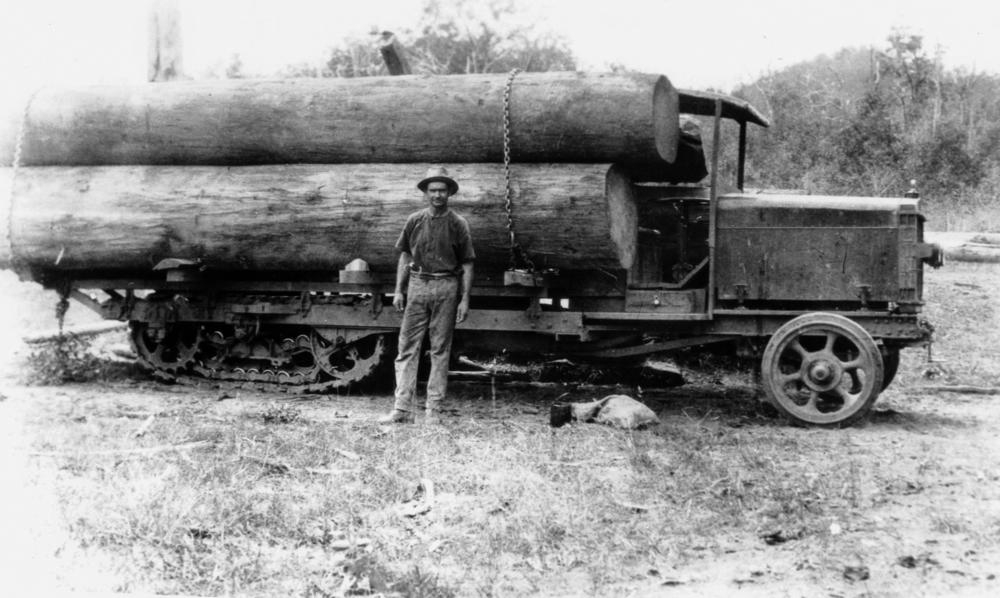
Ein Lkw in Australien 1929

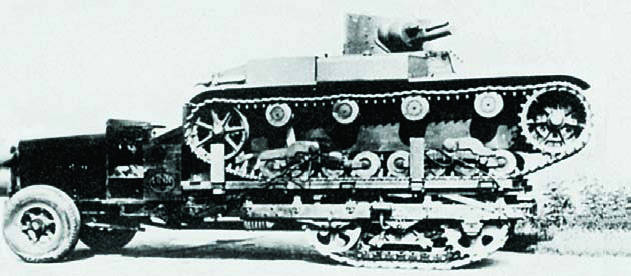
Panzertransporter

Linn Manufacturing Corporation war ein US-amerikanischer Hersteller von Nutzfahrzeugen.

## Unternehmensgeschichte
Holman H. Linn gründete 1916 das Unternehmen. Der Sitz war in Morris im Bundesstaat New York. Im gleichen Jahr begann die Produktion von Lastkraftwagen. Der Markenname lautete Linn. Später kamen Militärfahrzeuge dazu. 1927 verließ Linn das Unternehmen, kehrte aber 1937 zurück, und starb im selben Jahr bei einem Flugzeugabsturz. Philip W. Sloan war nach dessen Tod Konstrukteur.
1949 sank die Nachfrage. Das Unternehmen wurde an die beiden örtlichen Geschäftsleute Harold Mills und Maurice Bridges verkauft. 1952 endete die Produktion.
Insgesamt entstanden etwa 2500 Fahrzeuge.

## Fahrzeuge
Linn spezialisierte sich auf Halbkettenfahrzeuge. Neben Lkw werden auch Zugmaschinen genannt. Die Motoren wurden zugekauft. Zunächst waren es Vierzylindermotoren von der Continental Motors Company, dann Vier- und Sechszylindermotoren von Waukesha Engines, Sechszylindermotoren von Cummins, Dieselmotoren von Hercules und V12-Motoren von American LaFrance.